# Erasun

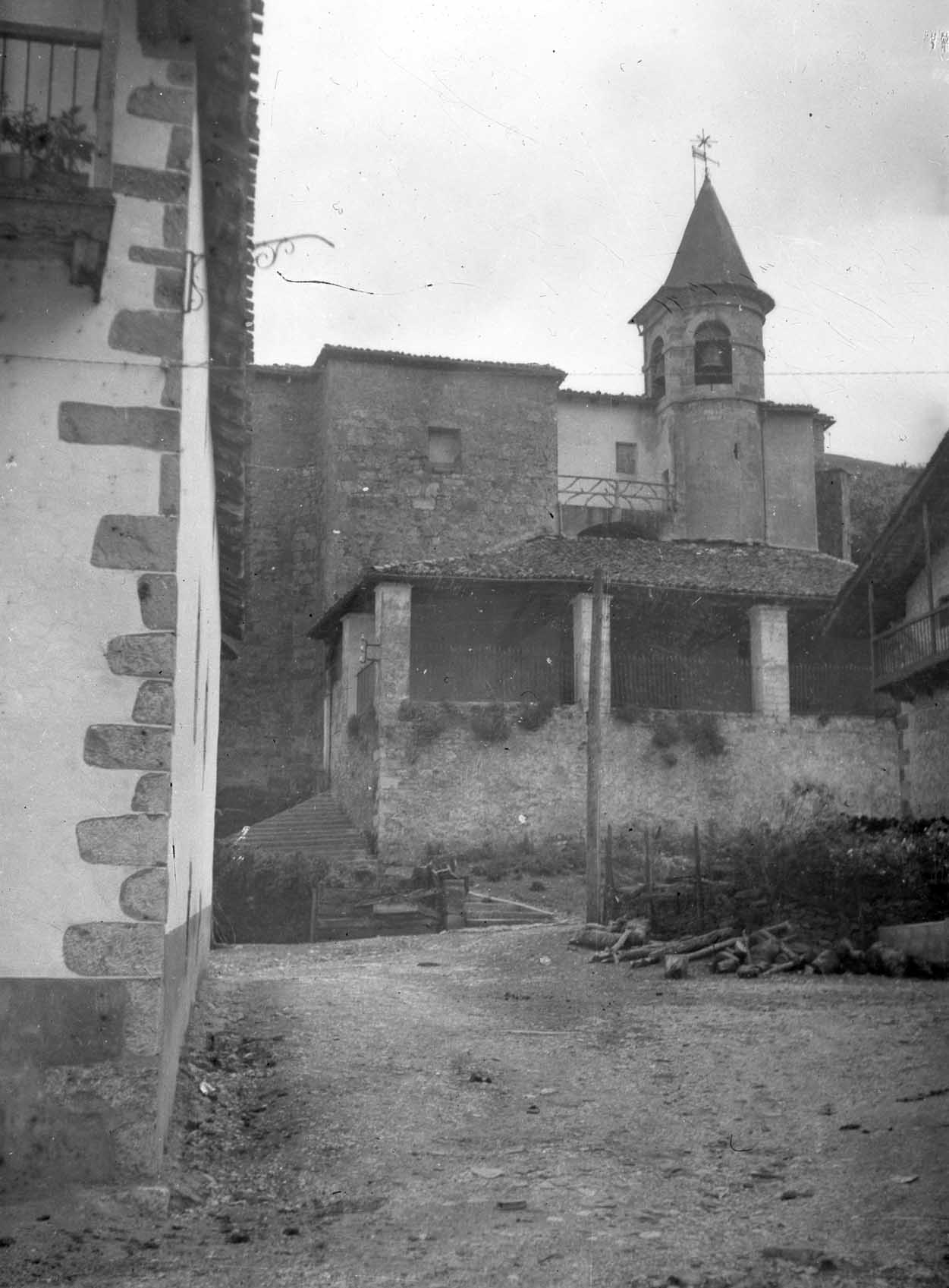
Fotografía: Indalecio Ojanguren (1958)

Erasun (oficialmente en euskera: Eratsun) es un municipio español de la Comunidad Foral de Navarra, situado en la Merindad de Pamplona, en la comarca de Alto Bidasoa y a 62 km de la capital de la comunidad, Pamplona. Su población en 2024 fue de 153 habitantes (INE).

## Símbolos
El escudo de armas del lugar de Erasun tiene el siguiente blasón:

Trae de gules y una trucha de oro puesta en pal. Por timbre un yelmo empenachado.

La razón de este blasón estriba en que su término es surcado por multitud de fuentes y arroyos que engrosan el río Ezcurra, donde son muy abundantes estos peces.

## Geografía
La localidad de Erasun está situada en la parte Noroeste de la Comunidad Foral de Navarra dentro de la región geográfica de la Montaña de Navarra, a una altitud de 521 m s. n. m. Su término municipal tiene una superficie de 26,13 km² y limita al norte con el municipio de Goizueta, al este con los de Beinza-Labayen y Saldías, al sur con el de Basaburúa Mayor; y al oeste con el de Ezcurra.

## Demografía
Erasun cuenta con una población de 153 habitantes (INE 2024).
| Gráfica de evolución demográfica de Eratsun entre 1842 y 2021 |
| |
| Población de derecho según los censos de población del INE Población de hecho según los censos de población del INEEn estos censos se denominaba Erasun: 1842, 1857, 1860, 1877, 1887, 1897, 1900, 1910, 1920, 1930, 1940, 1950, 1960, 1970 y 1981 |

## Administración y política
| Partido político           | 2015  | 2015       | 2011  | 2011       | 2007  | 2007       | 2003  | 2003       | 1999  | 1999       | 1995  | 1995       |
| Partido político           | %     | Concejales | %     | Concejales | %     | Concejales | %     | Concejales | %     | Concejales | %     | Concejales |
| Latargi                    | 73,68 | 5          | 65,22 | 5          | —     | —          | —     | —          | —     | —          | —     | —          |
| Iruñarri (I)               | —     | —          | —     | —          | 61,43 | 5          | 54,73 | 4          | —     | —          | —     | —          |
| Agrupación de Eratsun (AE) | —     | —          | —     | —          | —     | —          | 43,92 | 1          | 53,51 | 1          | —     | —          |
| Eusko Alkartasuna (EA)     | —     | —          | —     | —          | —     | —          | —     | —          | —     | —          | 56,52 | 5          |

## Personas destacadas
Erasun es conocida principalmente por ser la cuna de dos grandes campeones de la pelota vasca, los Retegi, tío y sobrino.
- Juan Ignacio Retegui, Retegi I (1943): pelotari.
- Julián Retegui, Retegi II (1954): pelotari.
- Julen Retegui, Retegi Bi (1985): pelotari.